# Wilhelm Lindenschmit (festő, 1806–1848)
Idősebb Wilhelm Lindenschmit (Mainz, 1806. március 12. – Mainz, 1848. március 12.) német festő, ifjabb Wilhelm Lindenschmit festő édesapja. 

## Pályája
A müncheni és bécsi akadémián tanult és Corneliusnak volt tanítványa. Festményei mestere közvetlen hatása alatt készültek, anélkül azonban, hogy annak szellemével bírt volna. A maga idejében leghíresebb festményei voltak: Gazdag Lajos győzelme Giengennél brandenburgi Albrecht Achilles fölött, a müncheni Hofgarten árkádjaiban; Az oberlandi parasztok elpusztulása, a sendlingi (ma München része) templom számára; Schiller költeményeiből vett képek, a királyné írószobájában; két kép Leonardo da Vinci életéből a müncheni képtár loggiájában (Cornelius tervei szerint); képek a bajor történelemből a Hohenschwangau kastély négy termében; A cimber nők harca a rómaiak ellen; Arminius csatája az Idistavisus mezőn; Luitpold csatája; Nagy Ottó bevonulása Augsburgba a Lech-mezei győzelem után.